# Olga Neuwirth
Olga Neuwirth (* 4. srpna 1968) je rakouská skladatelka současné klasické hudby a vizuální umělkyně. Proslavila se především svými operami a hudebně divadelními díly, z nichž mnohé zpracovávaly společenskopolitická témata. Ve své práci kladla důraz na otevřený, interdisciplinární přístup, často spolupracovala s Elfriede Jelinek. Ve své opeře Lost Highway, adaptovala stejnojmenný surrealistický film Davida Lynche. Psala také hudbu k historickým i současným filmům.

## Život

### Mladí
Neuwirth se narodila v Grazu jako dcera Griseldis Neuwirtha a klavíristy Haralda Neuwirtha. Je neteří Gösty Neuwirthové a sestrou sochařky Flory Neuwirthové. Jako dítě ve věku sedmi let začala Neuwirth s výukou hry na trubku, ale po nehodě, která jí způsobila zranění čelisti, byla nucena opustit své původní plány studovat hru na trubku.

### Studium
V 16 letech se seznámila se spisovatelkou Elfriede Jelinkovou, nositelkou Nobelovy ceny za literaturu, a obě umělkyně si od té doby užívali umělecky „plodnou spolupráci“.

### Dospělost
Neuwirth působí jako profesorka na University of Music and Performing Arts ve Vídni od roku 2021. Je členkou Bavorské akademie výtvarných umění, Akademie umění (Berlín) a Královské švédské hudební akademie.

## Hudba
Vytvořila několik celovečerních hudebních divadelních děl, včetně videoopery Lost Highway (2003). Spolupracovala s Elfriede Jelinek na opeře "Bählamms Fest."